# پابلو کوئباس
پابلو کوئباس (اسپانیایی: Pablo Cuevas‎؛ زادهٔ ۱ ژانویهٔ ۱۹۸۶) یک تنیس‌باز اهل اروگوئه است.